# Amazoopsis dissotricha
Amazoopsis dissotricha är en bladmossart som först beskrevs av Richard Spruce, och fick sitt nu gällande namn av J.J.Engel et G.L.Merr.. Amazoopsis dissotricha ingår i släktet Amazoopsis och familjen Lepidoziaceae. Inga underarter finns listade i Catalogue of Life.